# Paul Pierre Lévy
Paul Pierre Lévy (Paris, 15 de setembro de 1886 — Paris, 15 de dezembro de 1971) foi um matemático francês.
Trabalhou entre outros assuntos com a teoria das probabilidades, o processo estocástico de Martingale, a constante de Lévy e o fractal da Curva de Lévy.

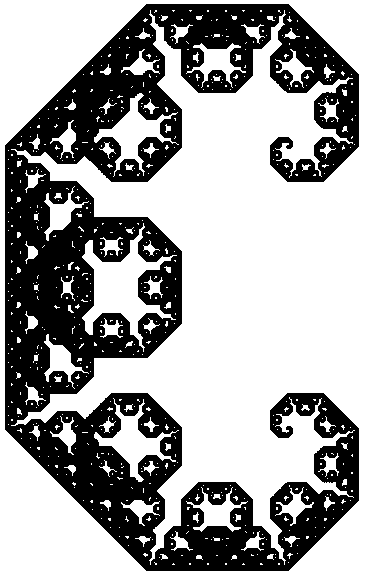
Curva de Lévy.